# Re (Norvegia)
Re è un ex comune norvegese della contea di Vestfold. Dal 1º gennaio 2020 fa parte del comune di Tønsberg.